# أرتور شنابل
أرتور شنابل (بالألمانية: Artur Schnabel) (و. 1882 – 1951 م) هو ملحن، وعازف بيانو، ومعلم موسيقى نمساوي، ولد في بييلسكو فيالا، توفي عن عمر يناهز 69 عاماً.

## التعليم
تعلم في جامعة الموسيقى والفنون التعبيرية في فيينا.

## روابط خارجية
- أرتور شنابل على موقع الموسوعة البريطانية (الإنجليزية)
- أرتور شنابل على موقع مونزينجر (الألمانية)
- أرتور شنابل على موقع ميوزك برينز (الإنجليزية)
- أرتور شنابل على موقع إن إن دي بي (الإنجليزية)
- أرتور شنابل على موقع أول ميوزيك (الإنجليزية)
- أرتور شنابل على موقع ديسكوغز (الإنجليزية)